# Luciola lusitanica
Luciola lusitanica là một loài bọ cánh cứng trong họ Đom đóm (Lampyridae). Loài này được Charpentier miêu tả khoa học năm 1825.